# Ulfborg
Ulfborg is een plaats in de Deense regio Midden-Jutland, gemeente Holstebro, en telt 1994 inwoners (2007).
- Library of Congress Control Number: n88092356
- Nationale Bibliotheek van Israël: 987007564793005171
- Virtual International Authority File: 137309941